# طواف آسيا للدراجات 2021
طواف آسيا للدراجات 2021 (بالإنجليزية: 2021 UCI Asia Tour)‏ هو الموسم 17 من  طواف آسيا للدراجات.

## السباقات
| طواف آسيا للدراجات | طواف آسيا للدراجات | طواف آسيا للدراجات  | طواف آسيا للدراجات | طواف آسيا للدراجات         | طواف آسيا للدراجات         | طواف آسيا للدراجات | طواف آسيا للدراجات |
| التاريخ            | #                  | السباق              | الفائز             | الثاني                     | الثالث                     |                    |                    |
| ------------------ | ------------------ | ------------------- | ------------------ | -------------------------- | -------------------------- | ------------------ | ------------------ |
| 23 – 30 مايو 2021  | 1                  | طواف اليابان        | Nariyuki Masuda ‏   | توماس لباس                 | Masaki Yamamoto (cyclist) ‏ |                    |                    |
| 11 – 18 يوليو 2021 | 2                  | طواف بحيرة تشينغهاي | Zhang Zhishan ‏     | Peng Xin ‏                  | Tiantian Hu ‏               |                    |                    |
| 10 أكتوبر          | 3                  | Oita Urban Classic ‏ | فرانسيسكو مانسبو   | Masaki Yamamoto (cyclist) ‏ | Yūma Koishi ‏               |                    |                    |